# 訃報 2017年4月
訃報 2017年4月（ふほう 2017ねん4がつ）では、2017年4月に物故した、又は物故が報じられた人物についてまとめる。

## (1日 - 15日)

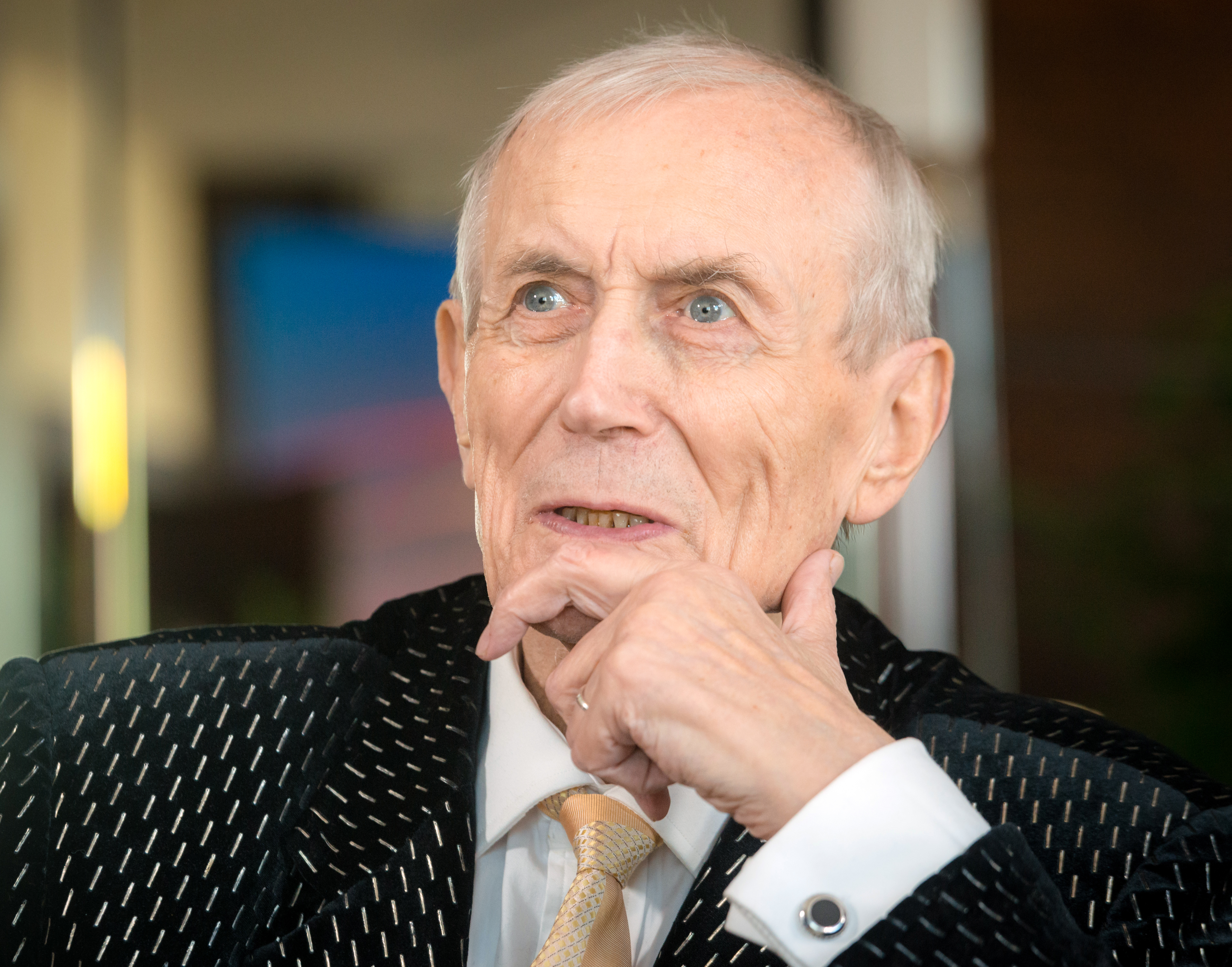
エフゲニー・エフトゥシェンコ／4月1日没

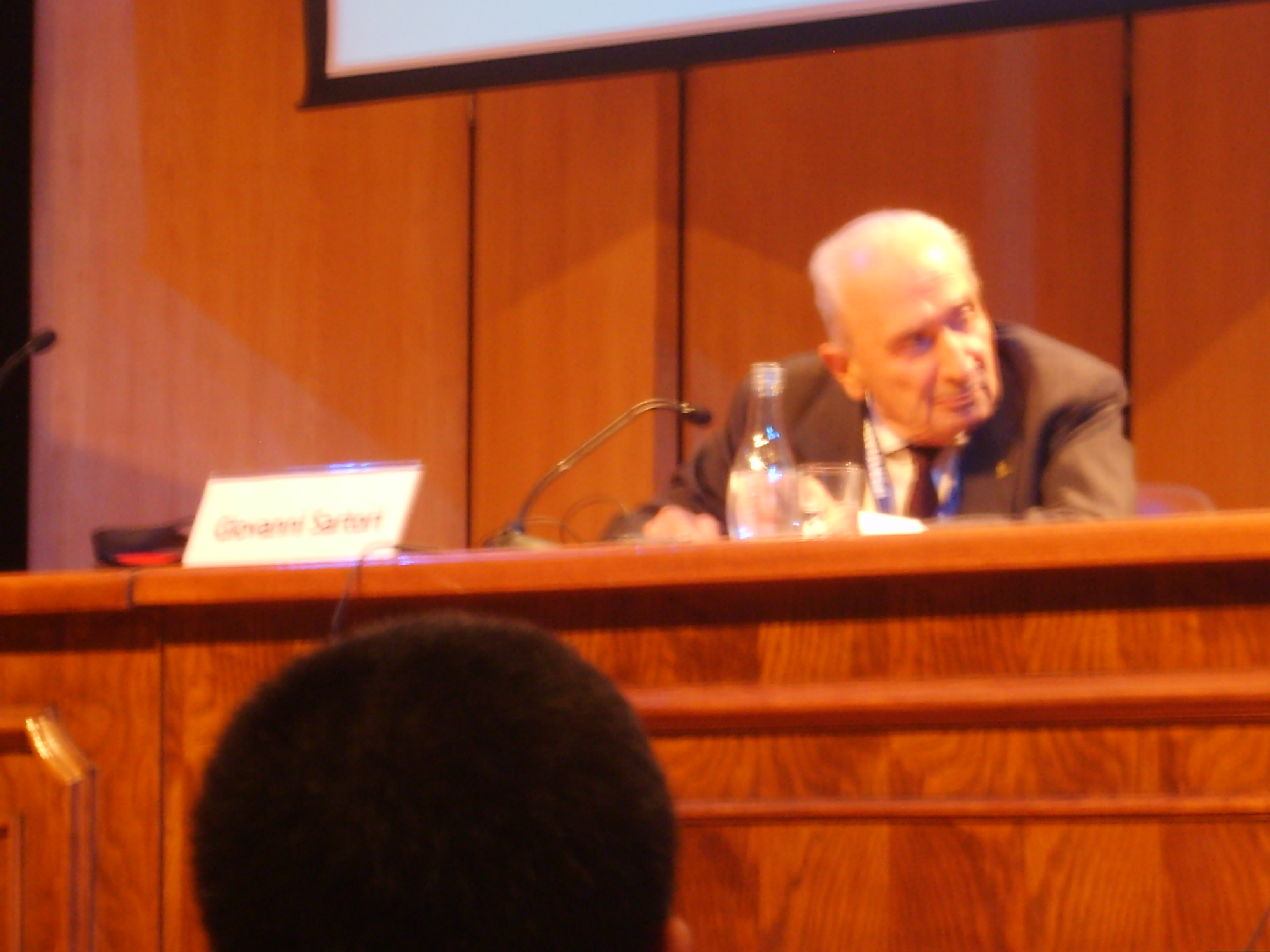
ジョヴァンニ・サルトーリ／4月4日没

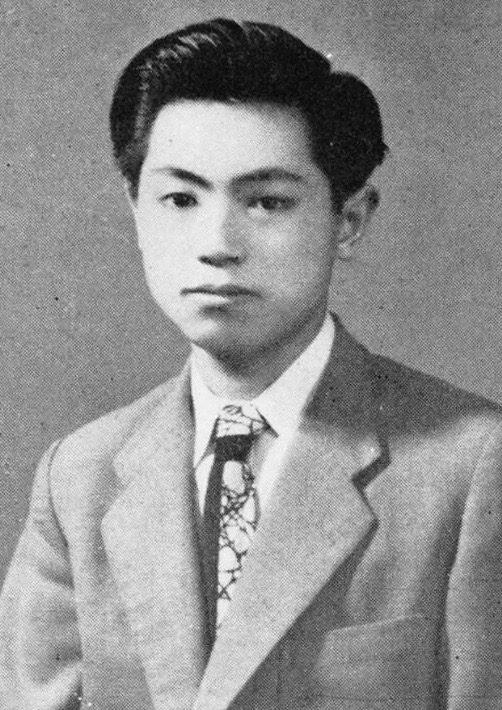
大岡信／4月5日没

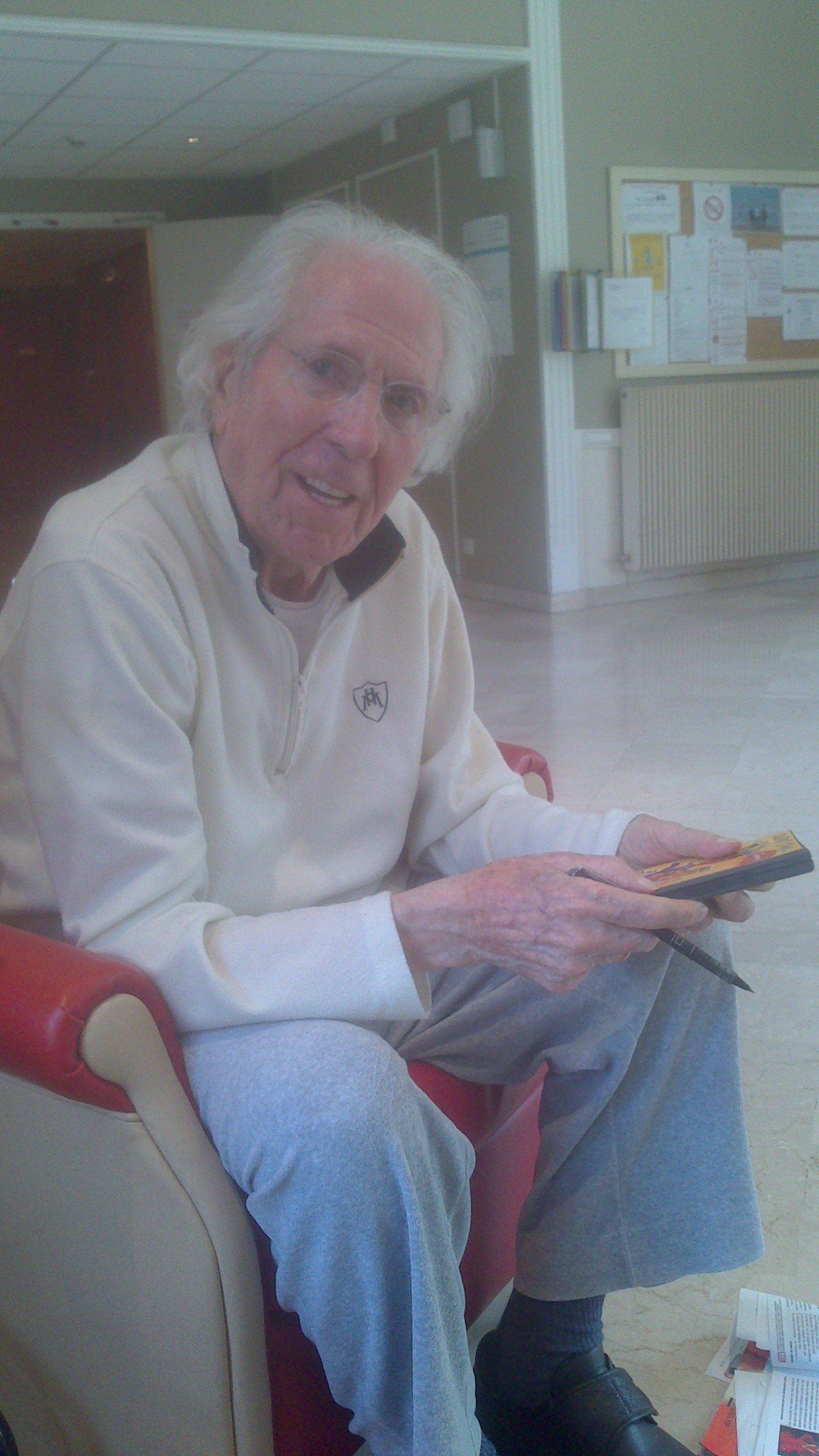
ジャック・ピノトー／4月5日没

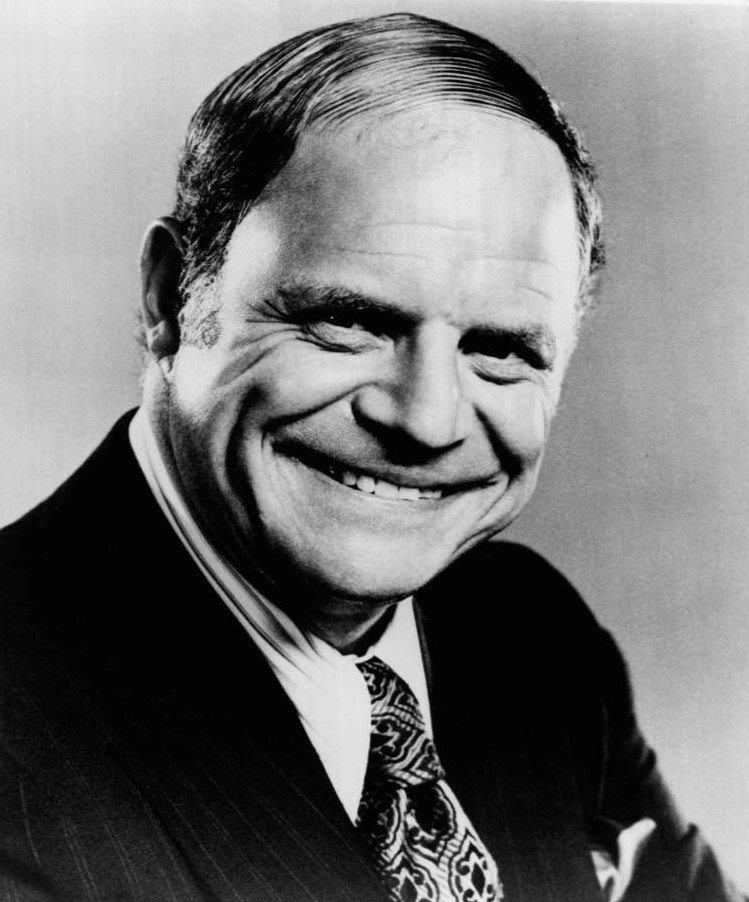
ドン・リックルズ／4月6日没

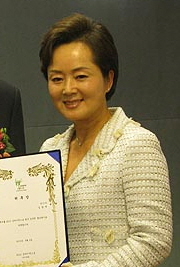
キム・ヨンエ／4月9日没

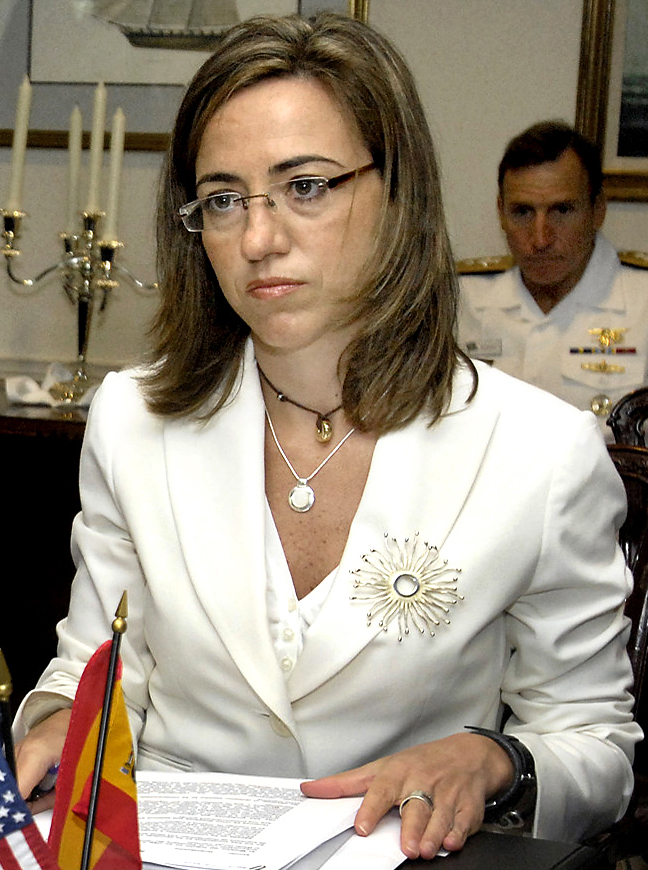
カルマ・チャコン／4月9日没

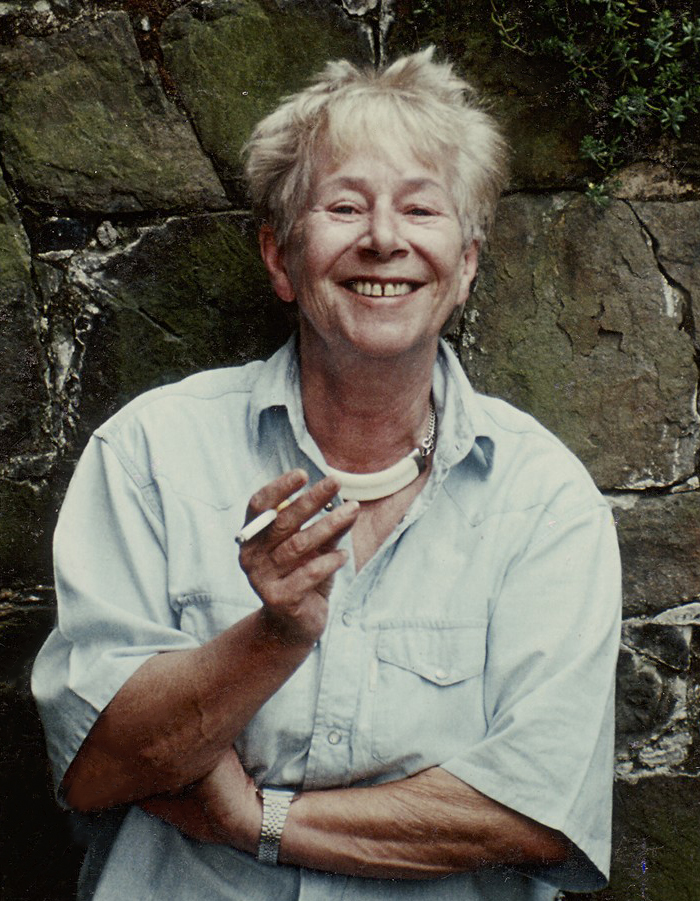
イーナ＝マリーア・グレヴェルス／4月11日没

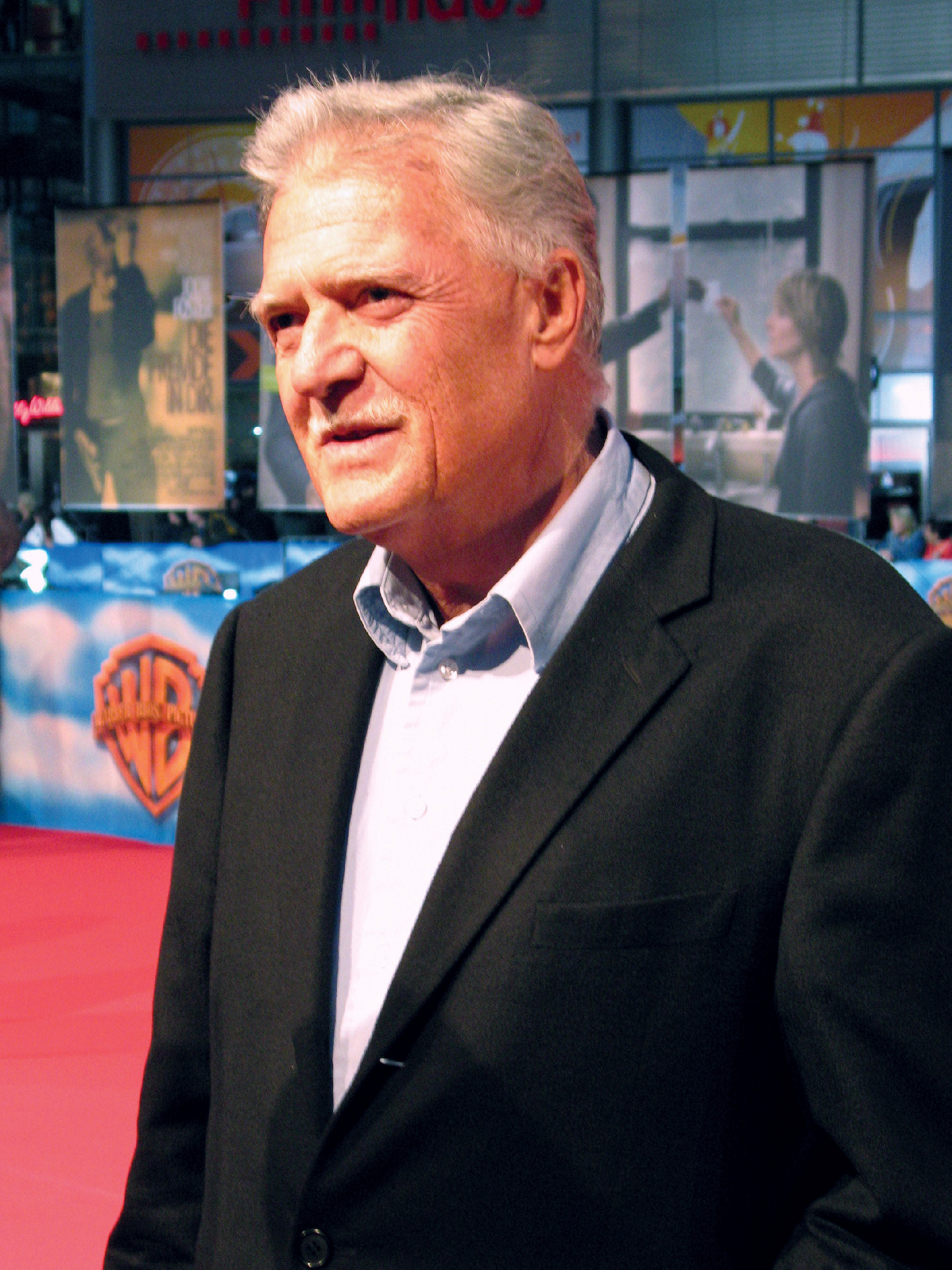
ミヒャエル・バルハウス／4月11日没

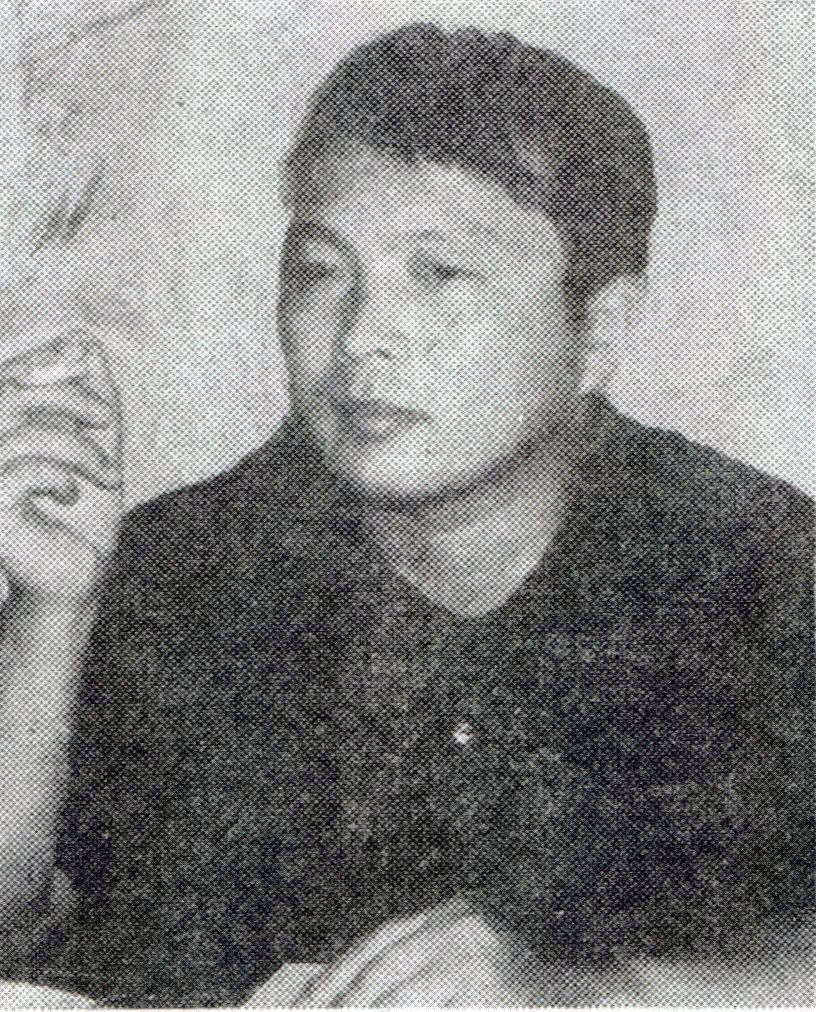
松本俊夫／4月12日没

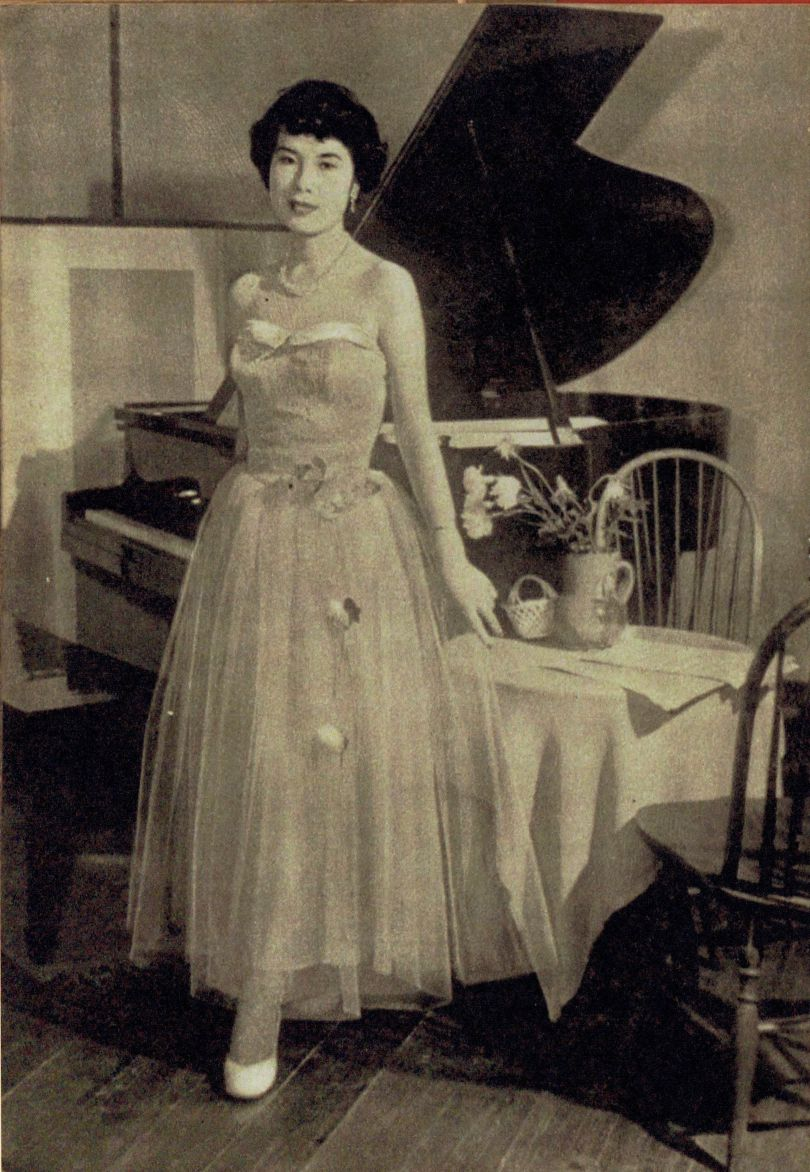
ペギー葉山／4月12日没

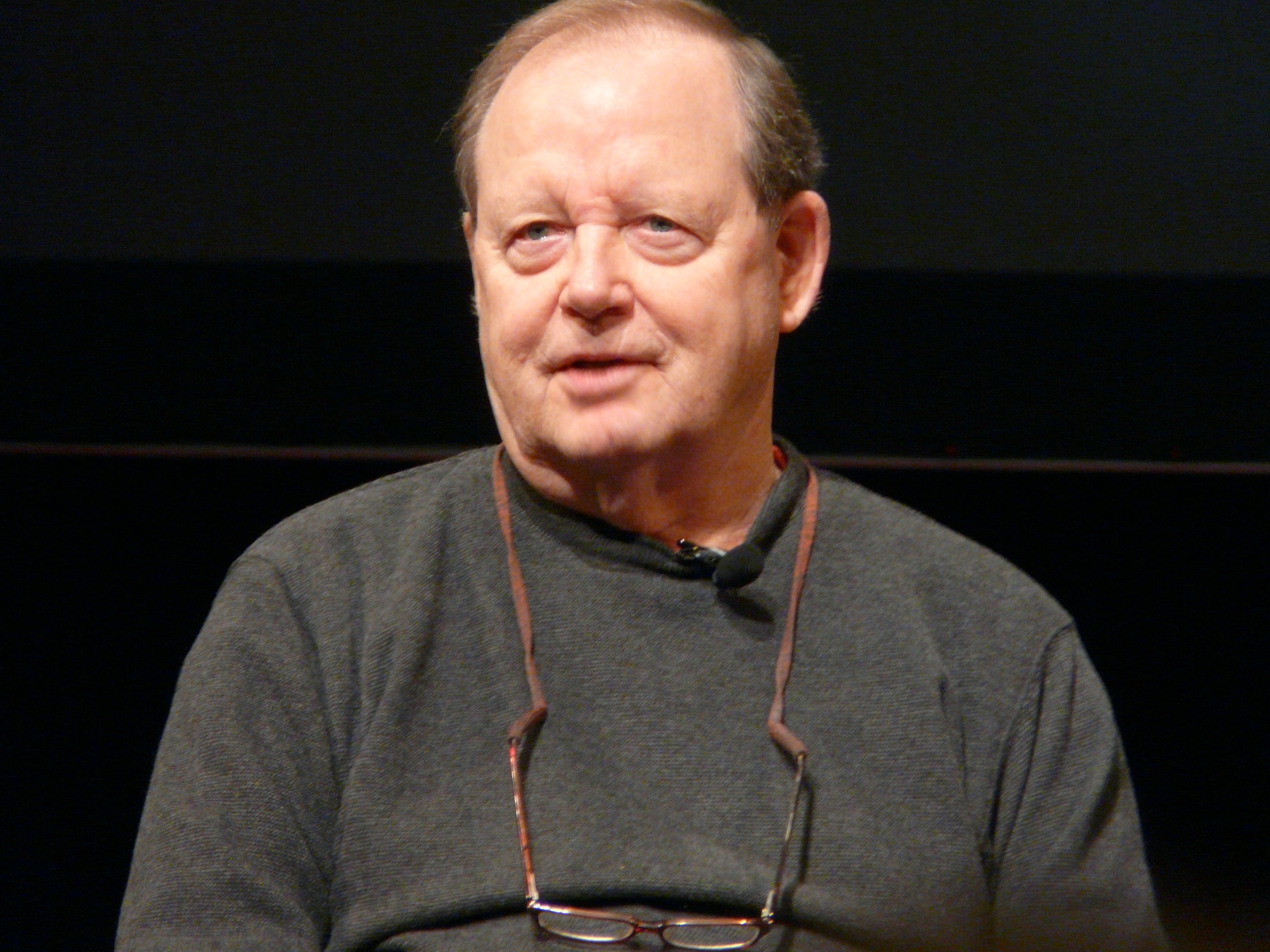
ロバート・テイラー／4月13日没

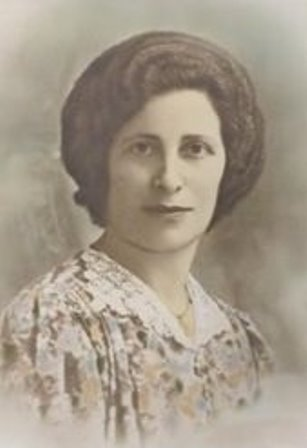
エンマ・モラーノ／4月15日没

- 4月1日 - 金宗吉、大韓民国の詩人（* 1926年）[1]
- 4月1日 - 稲葉玉紫、日本の書家、毎日書道展審査会員（* 1927年?）[2]
- 4月1日 - 林屋晴三、日本の陶磁器研究家（* 1928年）[3]
- 4月1日 - 宇野重昭、日本の政治学者、成蹊大学名誉教授（* 1930年）[4]
- 4月1日 - 梯郁太郎、日本の技術者・実業家、エース電子工業・ローランド・ATVの創業者（* 1930年）[5]
- 4月1日 - エフゲニー・エフトゥシェンコ、旧ソビエト連邦・ロシアの詩人（* 1933年）[6]
- 4月2日 - 堤あおい、日本の写真家（* 1962年）[7]
- 4月3日 - 張琨、中国出身のアメリカ合衆国の言語学者（* 1917年）[8]
- 4月3日 - 松野茂、日本のコントラバス奏者、教育家、国立音楽大学名誉教授（* 1936年）[9]
- 4月3日 - 大薗明照、日本の実業家、ハンズマン会長（* 1942年）[10]
- 4月4日 - ジョヴァンニ・サルトーリ、イタリアの政治学者（* 1924年）[11]
- 4月4日 - カール・シュトッツ（ドイツ語版）、オーストリアの元サッカー選手（元オーストリア代表）、サッカー指導者（* 1927年）[12]
- 4月5日 - アルバート・セリグマン、アメリカ合衆国の外交官（* 1925年）[13]
- 4月5日 - 大岡信、日本の詩人、評論家、東京芸術大学名誉教授（* 1931年）[14]
- 4月5日 - 大川公生、日本の歌手、ロス・プリモス元メンバー（* 1938年）[15]
- 4月5日 - 西三雄、日本の元プロ野球選手【大毎オリオンズ】投手、野球指導者（* 1938年）[16]
- 4月5日 - 加川良、日本のフォークシンガー（* 1947年）[17]
- 4月5日 - 東健、日本の内科学者、神戸大学教授（* 1955年）[18]
- 4月5日 - 瀧口政満、日本の彫刻家（* 1941年）[19]
- 4月6日 - 塩川忠巳、日本の政治家、元長野県小諸市長（* 1917年）[20]
- 4月6日 - 佐藤孝一、日本の実業家、はたけなか製麺会長（* 1921年?）[21]
- 4月6日 - ジャック・ピノトー、フランスの映画監督（* 1923年）[22]
- 4月6日 - 田辺栄吉、日本の政治家、元東京都青梅市長（* 1924年）[23]
- 4月6日 - ドン・リックルズ、アメリカ合衆国のコメディアン、俳優、声優（* 1926年）[24]
- 4月6日 - 京唄子、日本の女優、漫才師、司会者（* 1927年) [25]
- 4月6日 - 伊藤章一、日本の体育学者、岩手大学名誉教授（* 1929年?）[26]
- 4月6日 - 伊藤俊朗、日本の実業家、元ニチメン副会長（* 1933年）[27]
- 4月6日 - 石井醇、日本の地球科学者、東京学芸大学名誉教授（* 1934年?）[28]
- 4月6日 - 原田明夫、日本の官僚、弁護士、元検事総長（* 1939年）[29]
- 4月6日 - 安部憲幸、日本のアナウンサー【元朝日放送】（* 1945年）[30]
- 4月7日 - 角屋堅次郎、日本の政治家、元日本社会党衆議院議員（* 1917年）[31]
- 4月7日 - 宮沢厚孝、日本の政治家、元長野県平谷村長（* 1931年?）[32]
- 4月7日 - 松山祐士、日本の作曲家、編曲家（* 1937年 or 1938年）[33]
- 4月7日 - 高実康稔、日本のフランス文学者、岡まさはる記念長崎平和資料館理事長、長崎大学名誉教授（* 1939年）[34]
- 4月7日 - ティム・ピゴット＝スミス、イギリスの俳優（* 1946年）[35]
- 4月8日 - フィッシュマン、メキシコのプロレスラー（* 1951年）[36]
- 4月9日 - 北島角子、日本の女優（* 1931年）[37]
- 4月9日 - 村田邦彦、日本の実業家、ピエトロ創業者（* 1941年）[38]
- 4月9日 - キム・ヨンエ、韓国の女優（* 1951年）[39]
- 4月9日 - カルマ・チャコン、スペインの政治家、元国防相、元住宅大臣（* 1971年）[40]
- 4月10日 - 羽鳥明、日本の福音派牧師（* 1920年）[41]
- 4月10日 - 岡富美子、日本の英語学者、青山学院大学名誉教授（* 1930年）[42]
- 4月10日 - 本岡昭次、日本の政治家、元参議院議員【日本社会党・民主改革連合・民主党所属】、第24代参議院副議長（* 1931年）[43]
- 4月10日 - 松田昭信、日本の実業家、元光洋精工副社長（* 1935年）[44]
- 4月10日 - 桜井康雄、日本のスポーツ新聞記者、プロレス評論家、元東京スポーツ取締役編集局長（* 1936年）[45]
- 4月10日 - ラリー・シャープ、アメリカ合衆国のプロレスラー（* 1950年）[46]
- 4月10日 - 吉野和剛、日本のパフォーマー（* 1978年）[47]
- 4月11日 - 儀間比呂志、日本の版画家、絵本作家（* 1923年）[48]
- 4月11日 - 川崎敦将、日本の実業家、太陽家具百貨店創業者（* 1926年）[49]
- 4月11日 - イーナ＝マリーア・グレヴェルス、ドイツの民俗学者（* 1929年）[50]
- 4月11日 - ミヒャエル・バルハウス、ドイツ出身の映画撮影監督（* 1935年）[51]
- 4月11日 - 堀内貞明、日本の画家、武蔵野美術大学名誉教授（* 1940年）[52]
- 4月11日 - ジョン・ガイルズ（英語版）、アメリカ合衆国のギタリスト（* 1946年）[53]
- 4月11日 - トビー・スミス、アメリカ合衆国のキーボーディスト、ジャミロクワイのキーボーディスト (* 1971年) [54]
- 4月12日 - 渡里杉一郎、日本の実業家、元東芝社長（* 1925年）[55]
- 4月12日 - 吉信宏夫、日本の物理学者、大阪大学名誉教授、大阪府立大学名誉教授（* 1926年）[56]
- 4月12日 - 石田彰、日本の実業家、元広島電鉄副社長（* 1926年?）[57]
- 4月12日 - 松本俊夫、日本の映画監督（* 1932年）[58]
- 4月12日 - ペギー葉山、日本の歌手、第7代日本歌手協会会長（* 1933年）[59]
- 4月12日 - トム・コイン（英語版）、アメリカ合衆国のマスタリング・エンジニア（* 1954年）[60]
- 4月12日 - チャーリー・マーフィー（英語版）、アメリカ合衆国の俳優（* 1959年）[61]
- 4月13日 - ロバート・テイラー、アメリカ合衆国の情報工学者（* 1932年）[62]
- 4月13日 - 塩山紀生、日本のアニメーター、イラストレーター（* 1940年）[63]
- 4月14日 - 菊池海雲、日本の書家、元毎日書道展審査会員（* 1931年?）[64]
- 4月14日 - ブルース・ラングホーン（英語版）、アメリカ合衆国のミュージシャン（* 1938年）[65]
- 4月14日 - 鈴木満、日本の文学研究者、武蔵大学名誉教授（* 1939年）[66]
- 4月14日 - 二葉由紀子、日本の漫才師（* 1941年）[67]
- 4月14日 - 桜井雅人、日本の英語学者、一橋大学名誉教授（* 1943年）[68]
- 4月15日 - エンマ・モラーノ、イタリアの長寿世界一の女性（* 1899年）[69]
- 4月15日 - 佐々木忠郎、日本の歌人（* 1920年?）[70]
- 4月15日 - 小山昭雄、日本の数学者、学習院大学名誉教授（* 1927年）[71]
- 4月15日 - 栗又宏三、日本の政治家、元茨城県麻生町長（* 1928年?）[72]
- 4月15日 - 藤平進、日本の実業家、元広島銀行頭取（* 1928年?）[73]
- 4月15日 - 有賀美和子、日本の女性学者、ジェンダー研究者、東京女子大学教授（* 1953年）[74]

## (16日 - 30日)

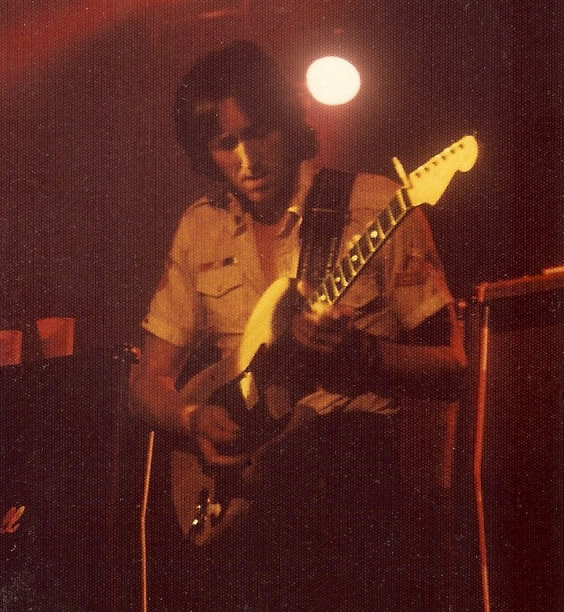
アラン・ホールズワース／4月16日没

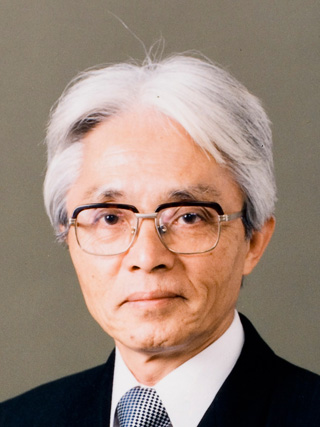
河本一郎／4月18日没

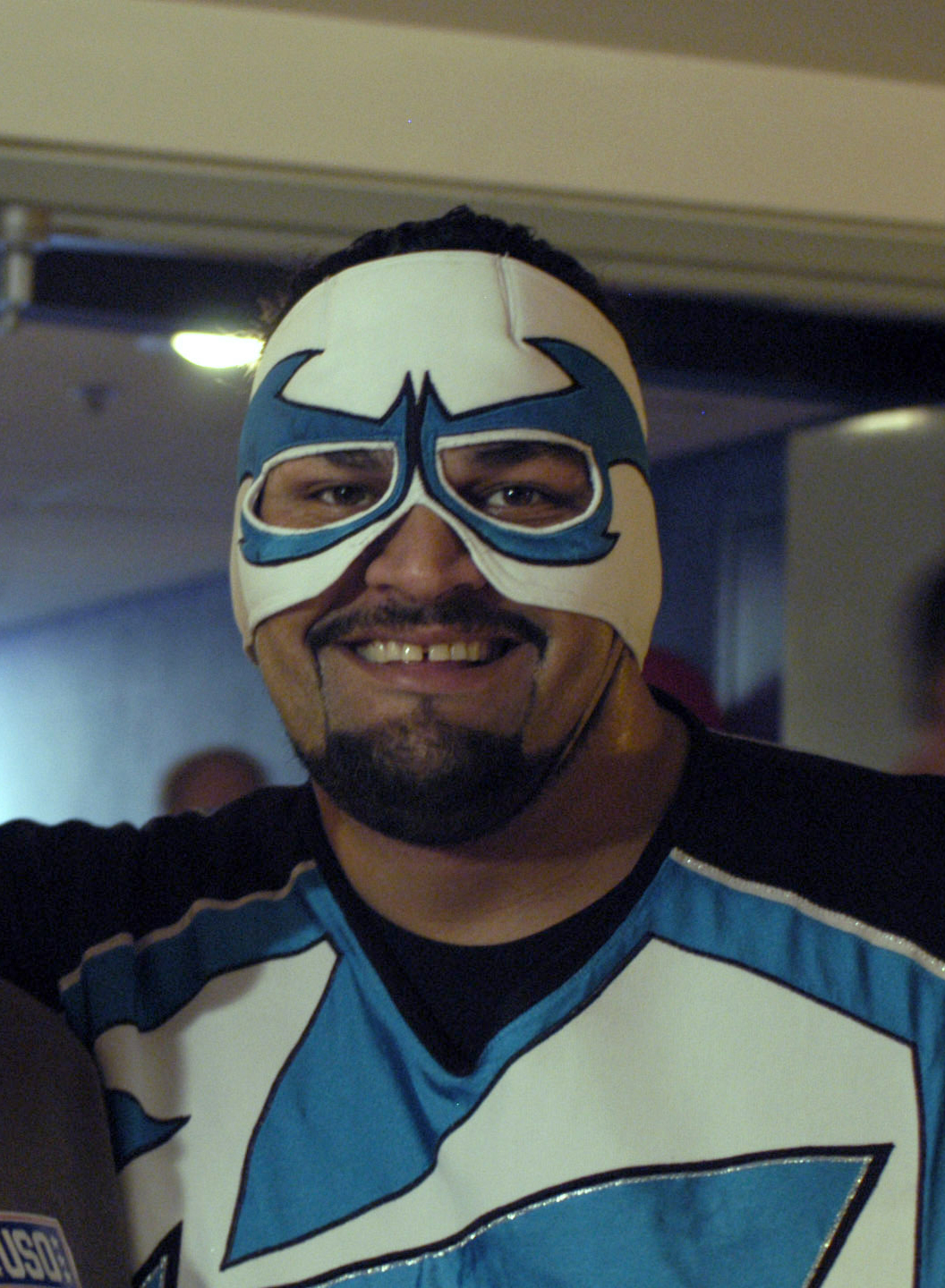
マット・アノアイ／4月18日没

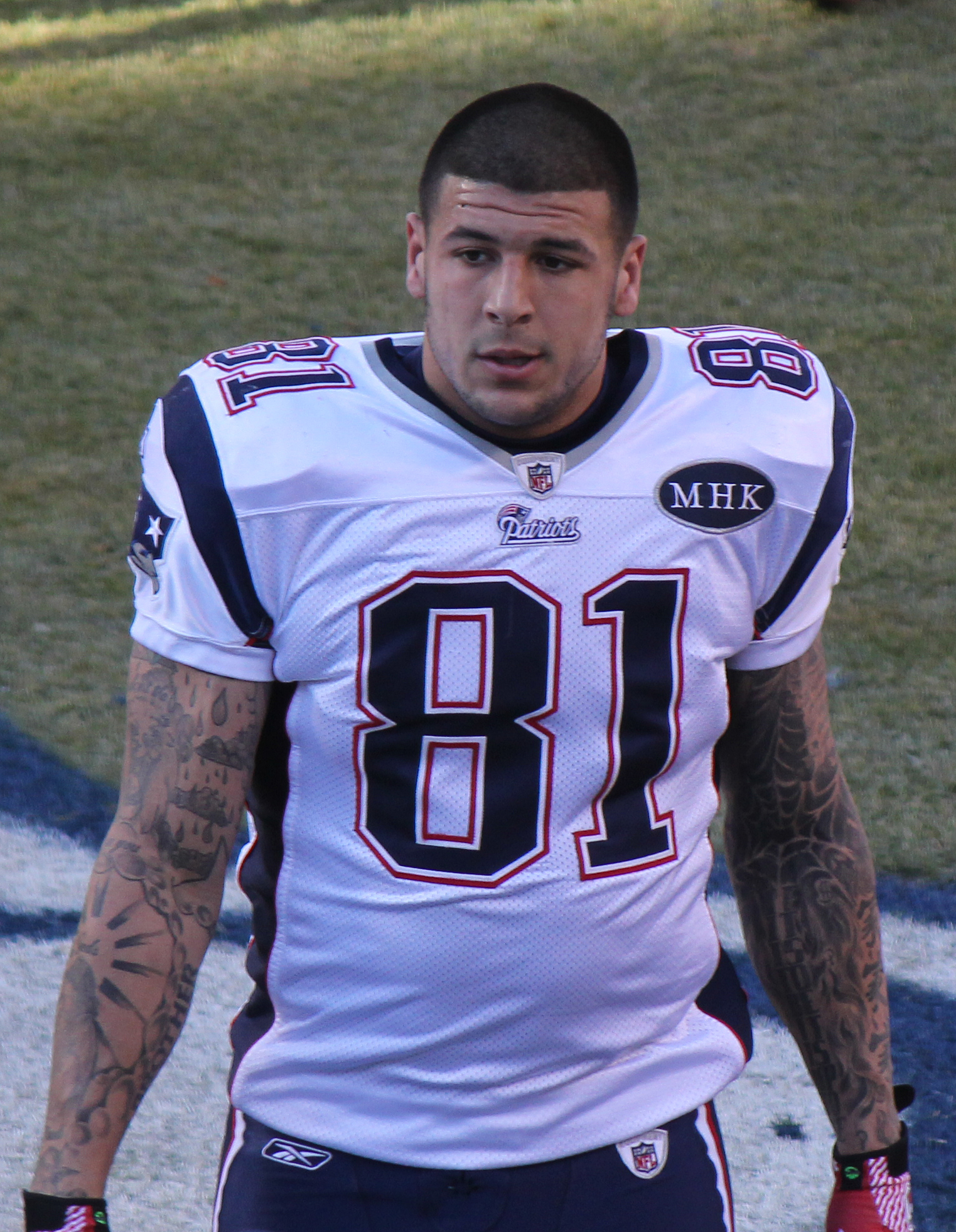
アーロン・ヘルナンデス／4月19日没

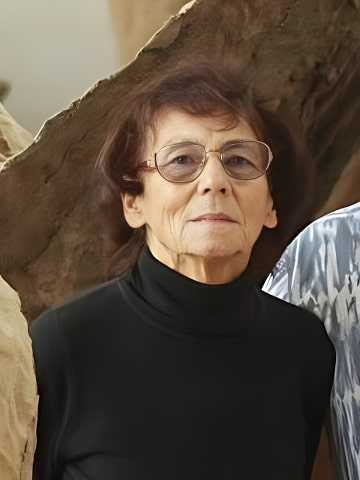
マグダレーナ・アバカノヴィチ／4月20日没

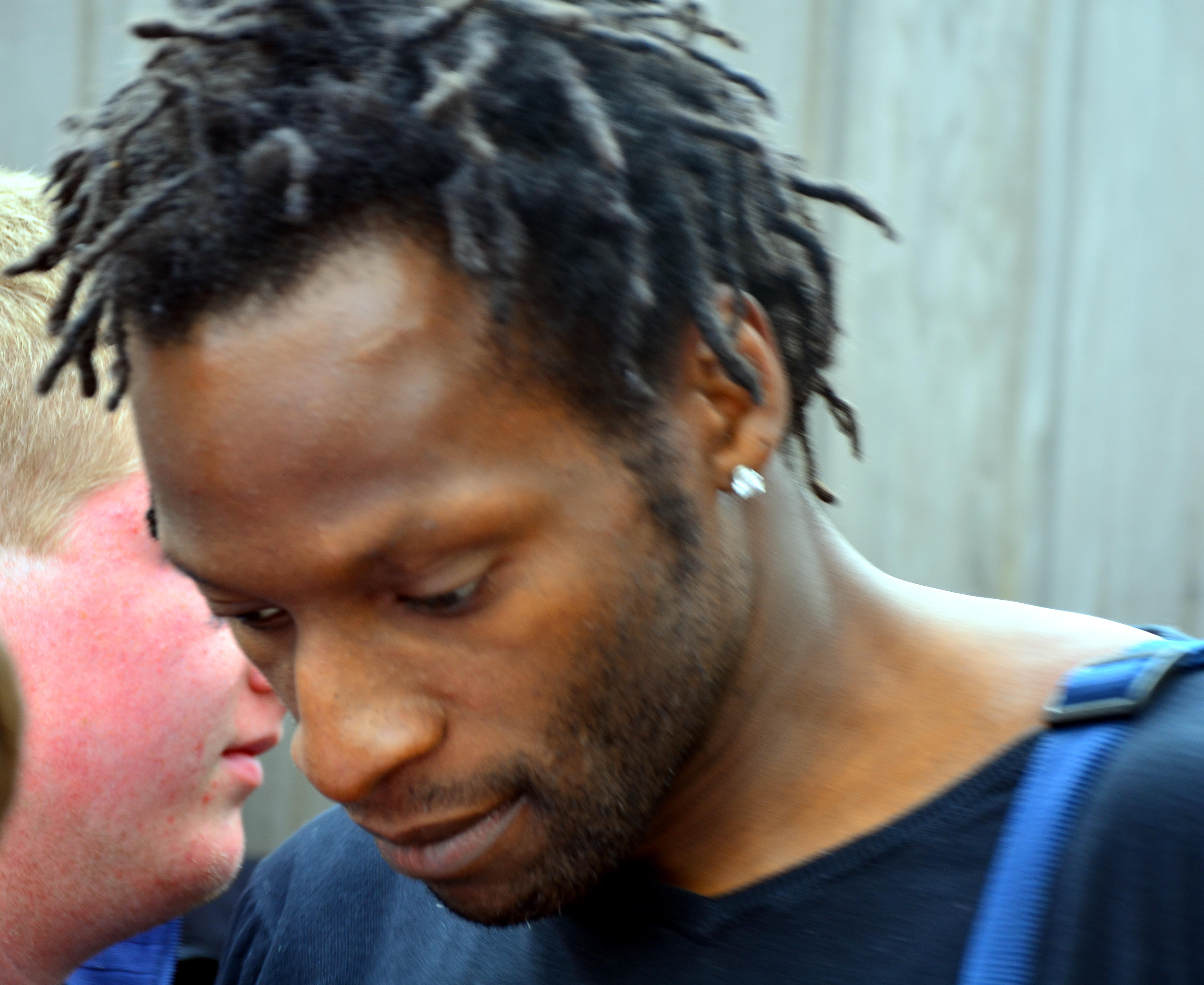
ウーゴ・エヒオグ／4月21日没

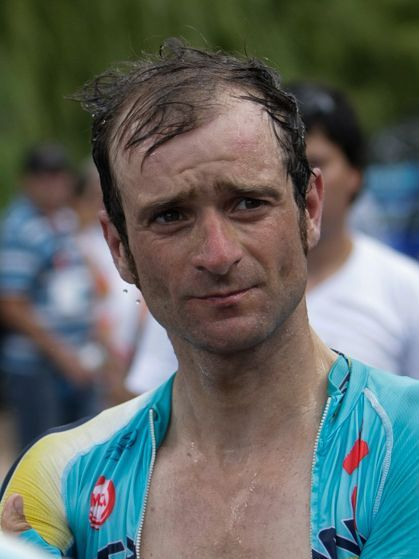
ミケーレ・スカルポーニ／4月22日没

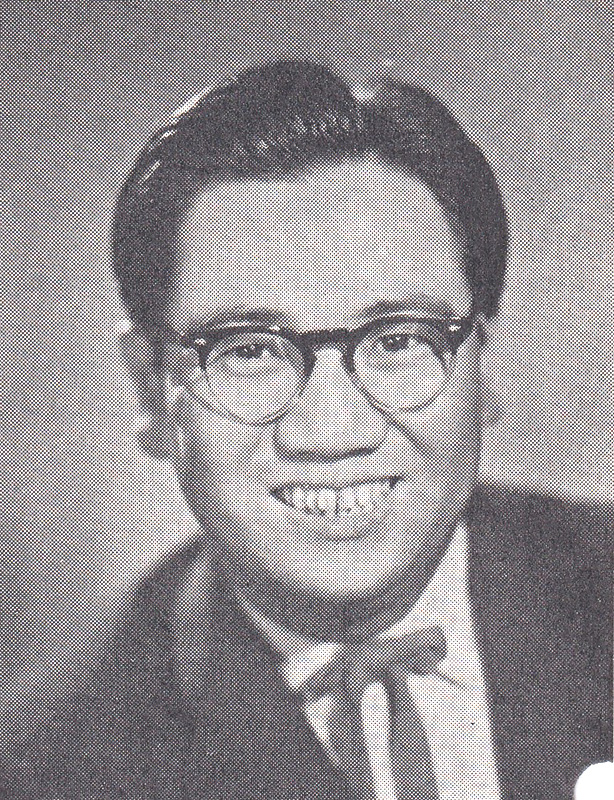
三代目三遊亭圓歌／4月23日没

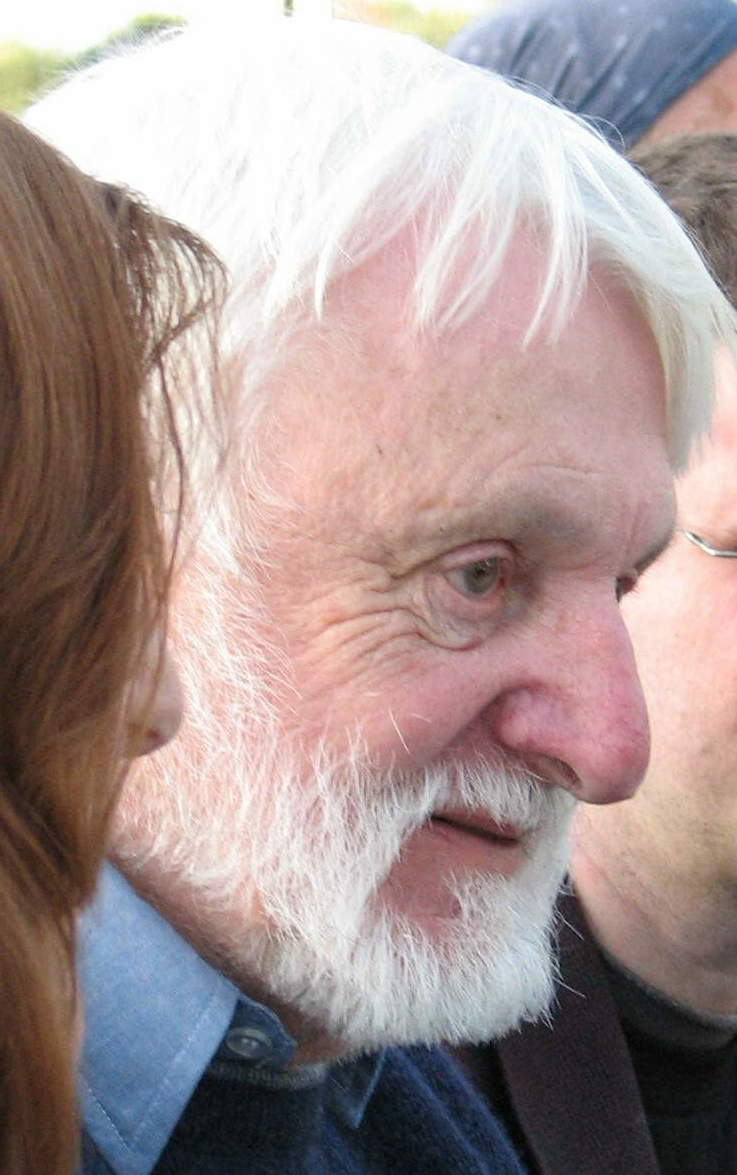
ロバート・M・パーシグ／4月24日没

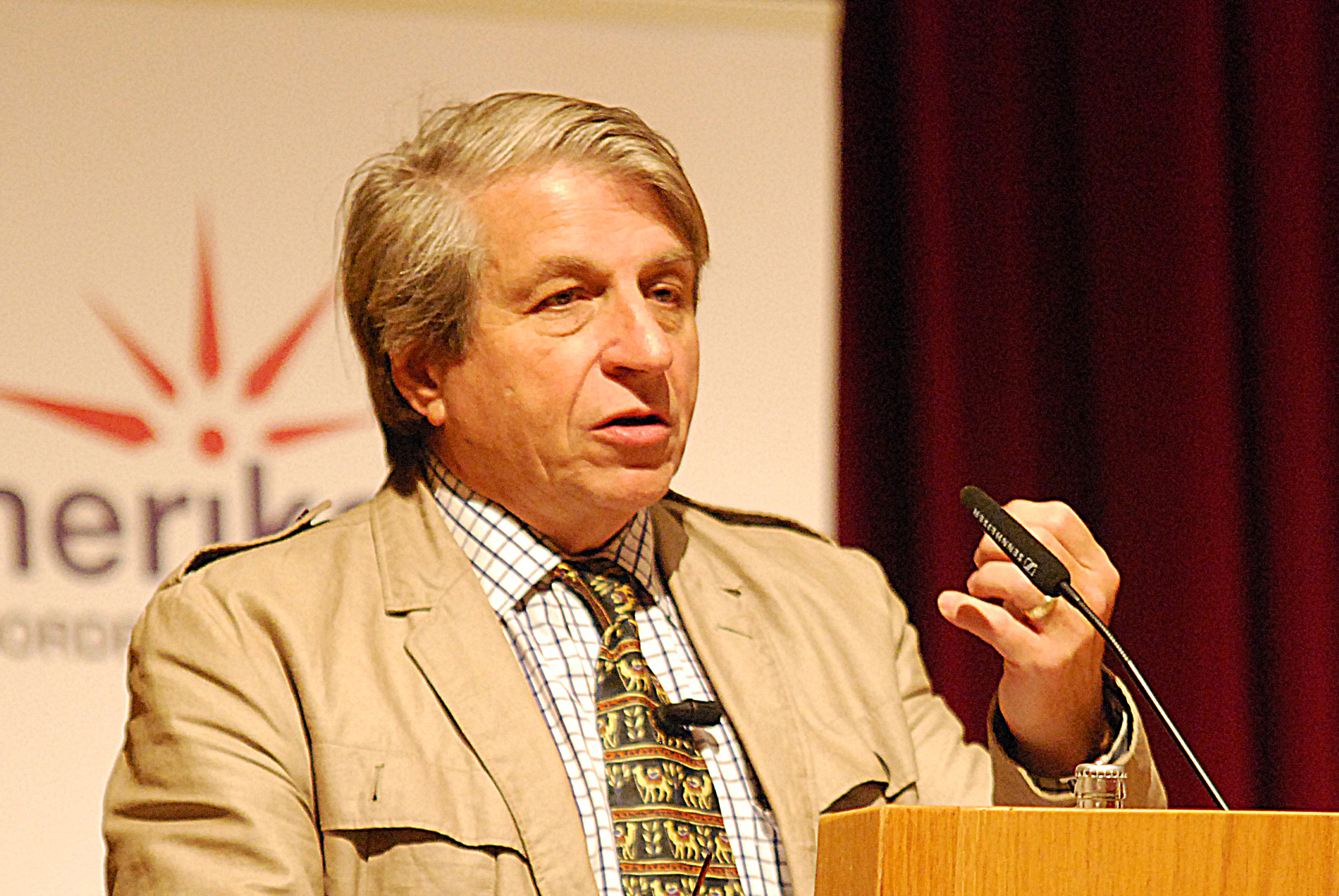
ベンジャミン・バーバー／4月24日没

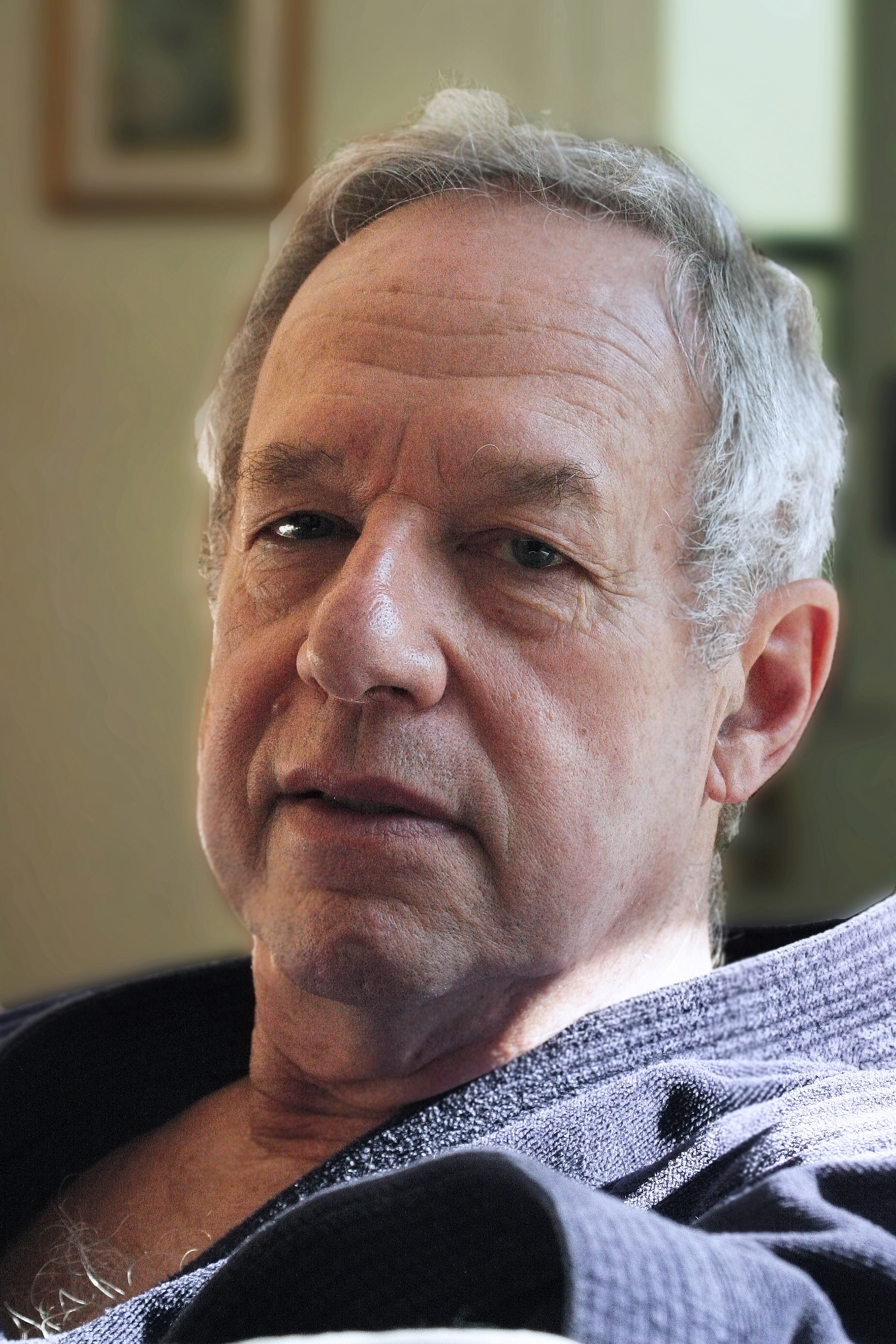
ニコラス・サンド／4月24日没

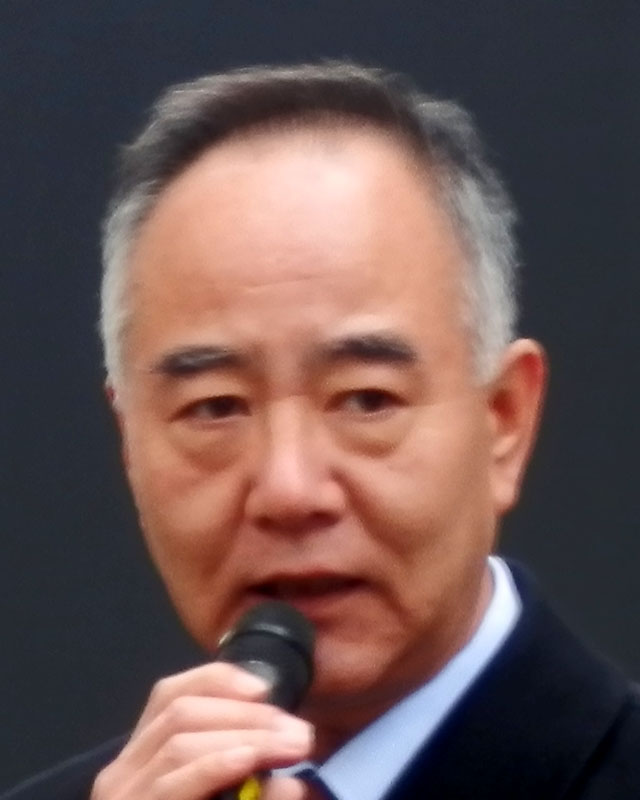
三宅博／4月24日没

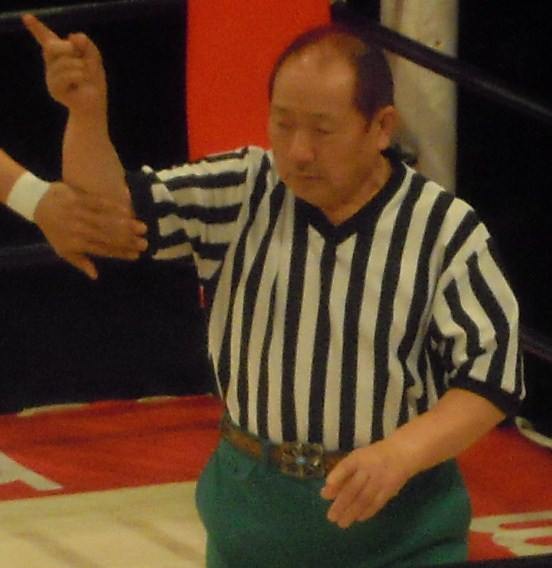
阿部四郎／4月25日没

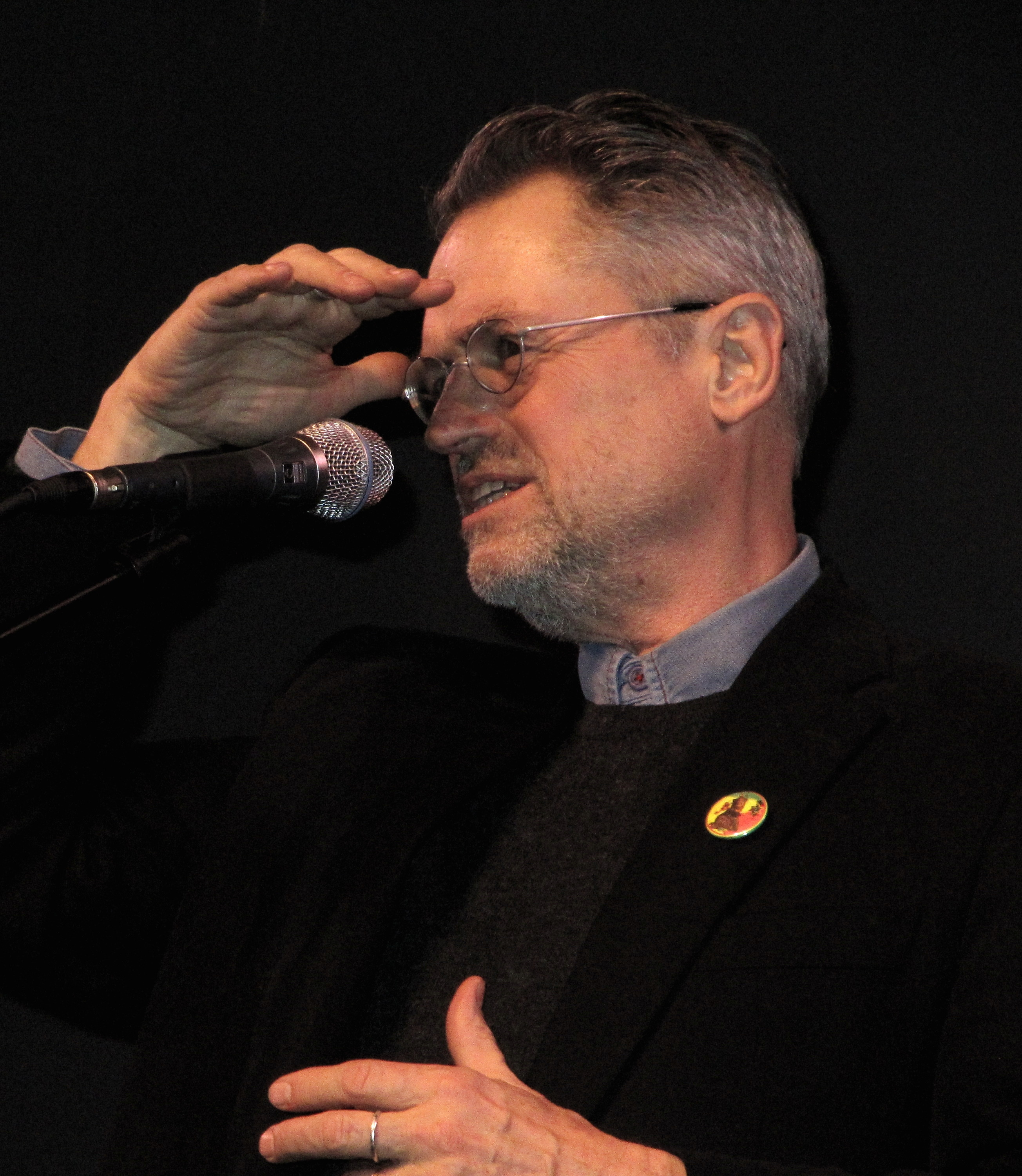
ジョナサン・デミ／4月26日没

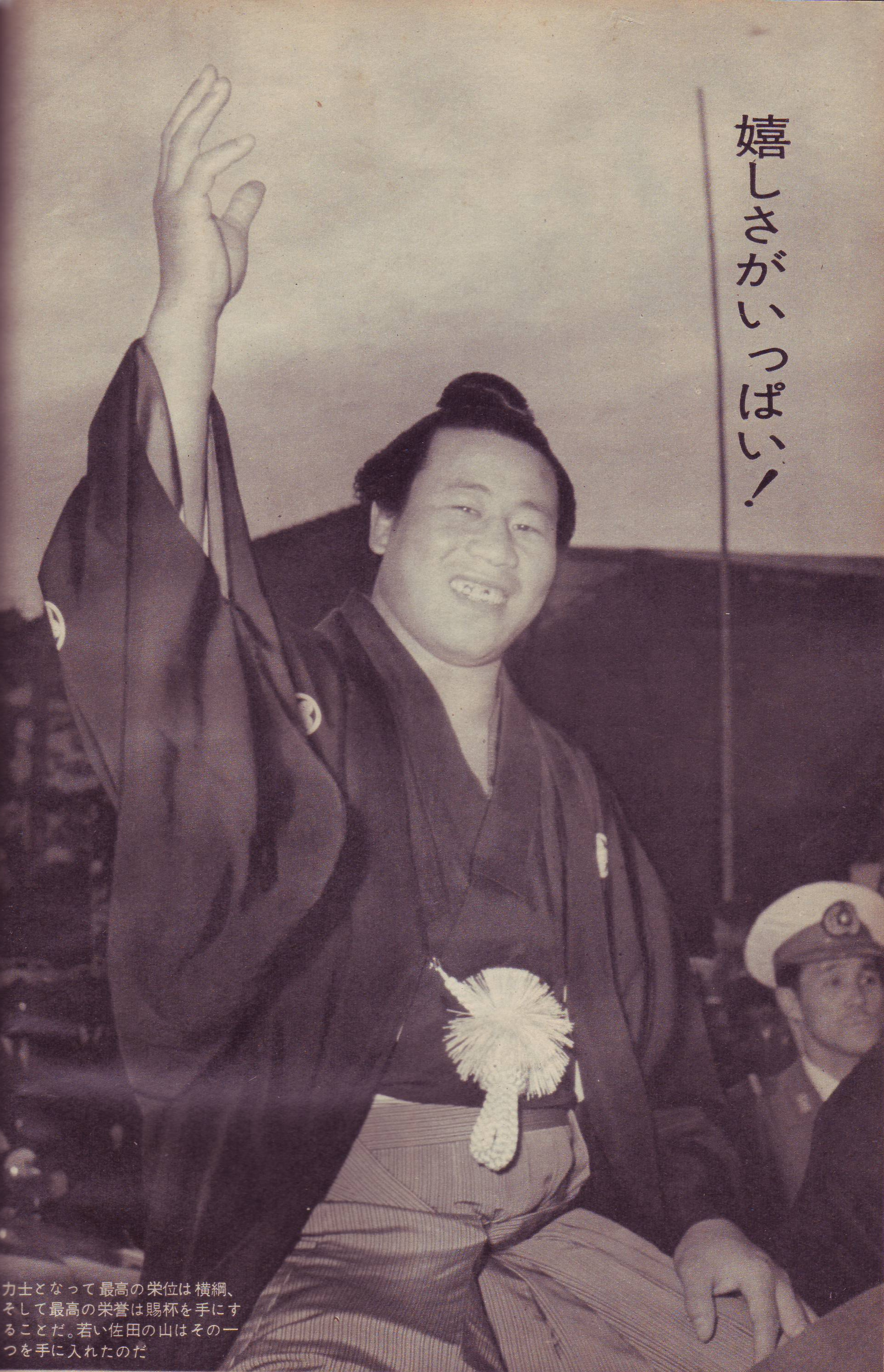
佐田の山晋松／4月27日没

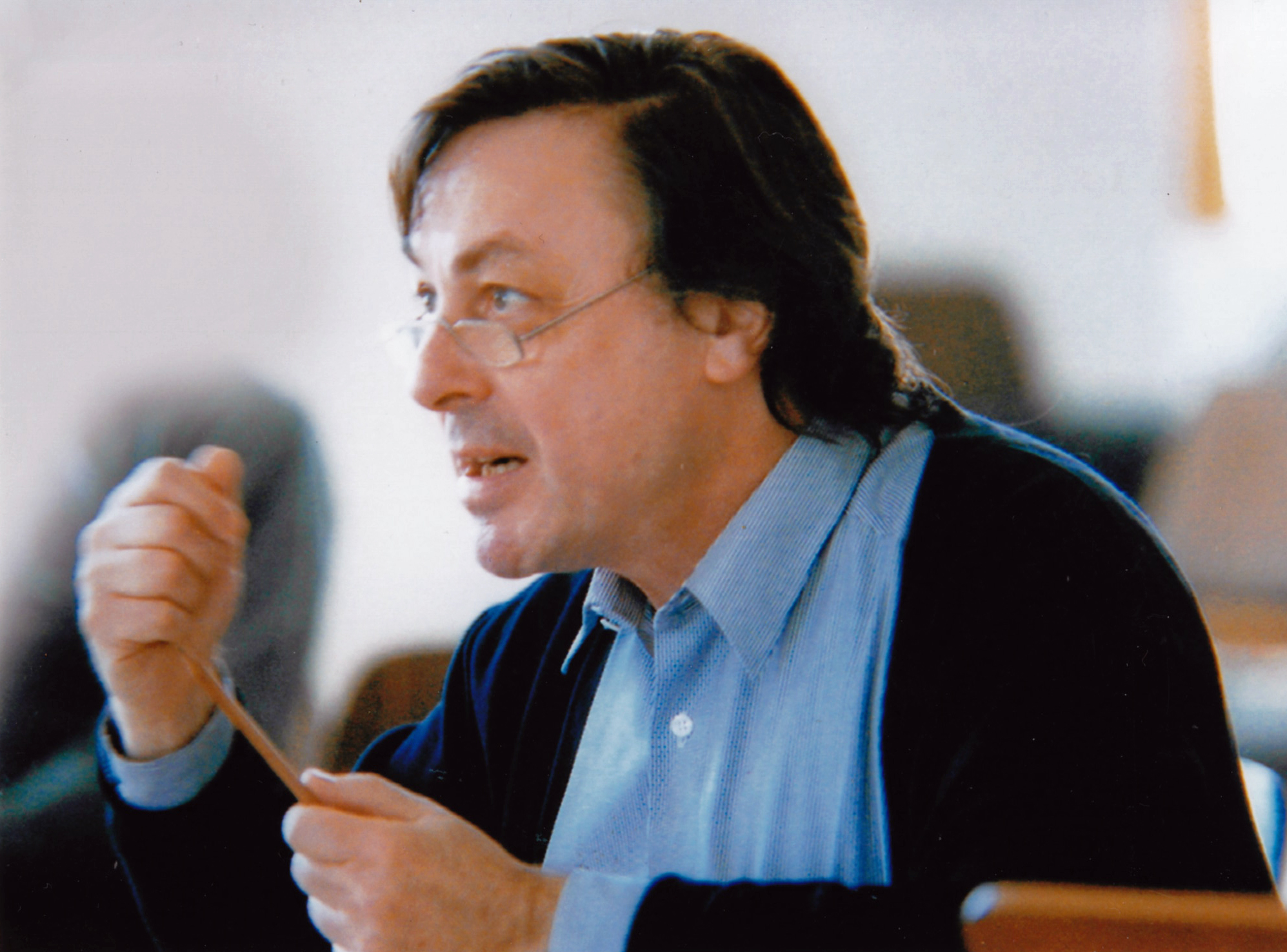
エドゥアルト・ブルンナー／4月27日没

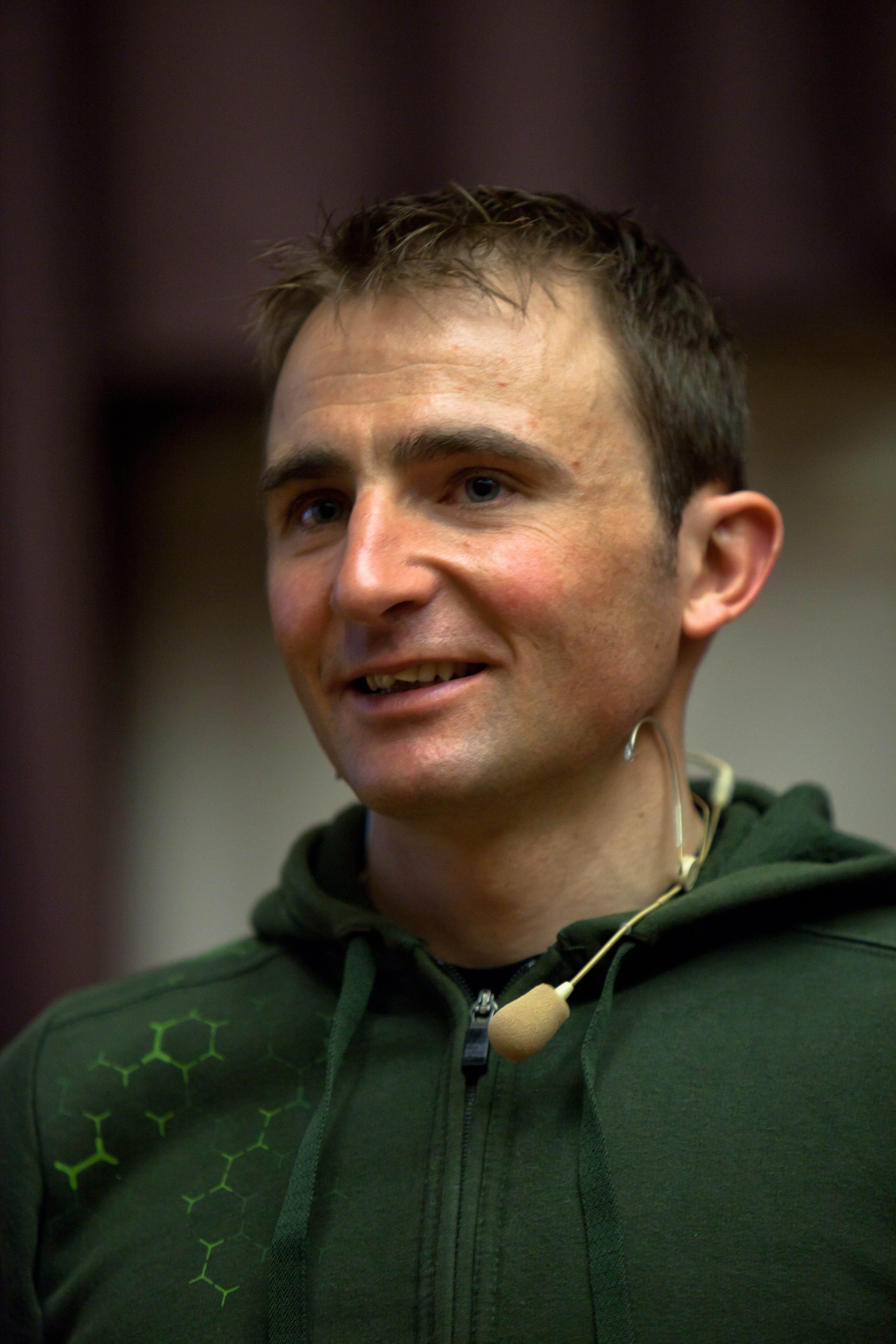
ウーリー・ステック／4月30日没

- 4月16日 - 竹内三郎、日本の弁護士、陸上競技指導者、元日本陸上競技連盟理事（* 1923年?）[75]
- 4月16日 - 坪井昭三、日本の生化学者、元山形大学学長（* 1928年）[76]
- 4月16日 - 大崎昭夫、日本の政治家、元岡山県早島町長（* 1928年?）[77]
- 4月16日 - 出雲路敬直、日本の神職、民俗研究家、歴史研究家、前下御霊神社宮司（* 1935年）[78]
- 4月16日 - 中田明成、日本の演芸作家（* 1944年）[79]
- 4月16日 - アラン・ホールズワース、イギリス出身のギタリスト（* 1946年）[80]
- 4月17日 - 高室陽二郎、日本の実業家、元山梨放送社長（* 1929年?）[81]
- 4月17日 - 渡部昇一、日本の英語学者、評論家、上智大学名誉教授（* 1930年）[82]
- 4月18日 - 河本一郎、日本の法学者、弁護士、神戸大学名誉教授（* 1923年）[83]
- 4月18日 - 多木隆雄、日本の実業家、元多木化学社長（* 1925年）[84]
- 4月18日 - ゴードン・ラングフォード、イングランドの作曲家、編曲家、演奏家（* 1930年）[85]
- 4月18日 - 沢田靖司、日本のジャズ歌手（* 1939年）[86]
- 4月18日 - 寺横武男、日本の国文学者、滋賀大学名誉教授（* 1939年?）[87]
- 4月18日 - 宗宮孝生、日本の政治家、元岐阜県揖斐川町長（* 1943年）[88]
- 4月18日 - 山中静哉、日本の実業家、元アキレス社長（* 1937年[89]）
- 4月18日 - マット・アノアイ、アメリカ合衆国のプロレスラー（* 1970年）[90]
- 4月19日 - 阪本道隆、日本の銀行家、元南都銀行頭取（* 1927年）[91]
- 4月19日 - アーロン・ヘルナンデス、アメリカ合衆国のアメリカンフットボール選手（* 1989年）[92]
- 4月20日 - 平田吉郎、日本の政治家、元岐阜県高山市長（* 1920年）[93]
- 4月20日 - 酒井広、日本のアナウンサー、司会者、元NHKアナウンサー（* 1926年）[94]
- 4月20日 - マグダレーナ・アバカノヴィチ、ポーランドの造形作家（* 1930年）[95]
- 4月20日 - 曽根幸明、日本の作曲家（* 1933年）[96]
- 4月20日 - 川崎敬治、日本の政治家、元佐賀県諸富町長（* 1936年?）[97]
- 4月20日 - 半田富久、日本の彫刻家（* 1937年）[98]
- 4月20日 - 町原晃、日本の実業家、元日本製紙ケミカル社長（* 1937年?）[99]
- 4月20日 - ジャーメイン・メイソン、ジャマイカ出身のイギリスの陸上競技選手（* 1983年）[100][101]
- 4月20日 - キューバ・グッディング・シニア（英語版）、アメリカの歌手（* 1944年）[102]
- 4月21日 - ウーゴ・エヒオグ、イングランド出身の元サッカー選手・指導者（* 1972年）[103]
- 4月22日 - 小川濤美子、日本の俳人、俳誌「風花（かざはな）」主宰（* 1924年）[104]
- 4月22日 - 徳永幸雄、日本の実業家、元広島ガス社長（* 1925年）[105]
- 4月22日 - 有賀正、日本の政治家、元長野県松本市長（* 1931年）[106]
- 4月22日 - 中井洽、日本の政治家、元衆議院議員【民社党・新進党・自由党・民主党所属】、第54代法務大臣、第81・82代国家公安委員会委員長（* 1942年）[107]
- 4月22日 - 小川正行、日本の公衆衛生学者、群馬大学名誉教授（* 1951年）[108]
- 4月22日 - ミケーレ・スカルポーニ、イタリア出身の自転車競技選手（* 1979年）[109]
- 4月23日 - 金井紀年、日本出身の実業家（* 1923年）[110]
- 4月23日 - 3代目三遊亭圓歌、日本の落語家（* 1929年）[111]
- 4月23日 - 柳坪進、日本の政治家、元広島市議会議長（* 1932年）[112]
- 4月23日 - 川名和美、日本の経営学者、高千穂大学教授、元広島修道大学教授（* 1966年）[113]
- 4月23日 - フランティシェック・ライトラル（英語版）、チェコのプロサッカー選手（* 1986年）[114]
- 4月24日 - ロバート・M・パーシグ、アメリカの作家（* 1928年）[115]
- 4月24日 - ダグマル・レルフォワ、チェコスロバキア出身のフィギュアスケート選手（* 1930年）[116]
- 4月24日 - ベンジャミン・バーバー、アメリカ合衆国の政治学者、メリーランド大学教授（* 1939年）[117]
- 4月24日 - ニコラス・サンド、アメリカ合衆国の闇の化学者（英語版）（* 1941年）[118]
- 4月24日 - 三宅博、日本の政治家、元衆議院議員【日本維新の会・次世代の党所属】（* 1950年）[119]
- 4月25日 - 川本邦衛、日本のベトナム学者、慶應義塾大学名誉教授（* 1929年）[120]
- 4月25日 - 阿部四郎、日本の元レフェリー、全日本女子プロレス元レフェリー、プロレスリングプロモーター（* 1940年）[121]
- 4月25日 - 須田勝彦、日本の教育学者、北海道大学名誉教授（* 1945年）[122]
- 4月25日 - 井上雅博、日本の実業家、ヤフー元社長（* 1957年）[123]
- 4月26日 - 小川宏、日本の政治家、元岐阜県墨俣町長（* 1935年?）[124]
- 4月26日 - 高田良信、日本の僧侶、法隆寺208世管主（* 1941年）[125]
- 4月26日 - ジョナサン・デミ、アメリカの映画監督（* 1944年）[126]
- 4月26日 - 松田秀秋、日本の薬用資源学者、近畿大学教授（* 1953年）[127]
- 4月27日 - ピーター・スピア、オランダ出身の作家、イラストレーター（* 1927年）[128]
- 4月27日 - 佐田の山晋松、日本の元大相撲力士、第50代横綱、元日本相撲協会理事長（* 1938年）[129]
- 4月27日 - エドゥアルト・ブルンナー、スイス出身のクラリネット奏者（* 1939年）[130]
- 4月27日 - 天川晃、日本の政治学者、横浜国立大学名誉教授（* 1940年）[131]
- 4月28日 - 吉原政雄、日本の実業家、元パレスホテル社長（* 1925年）[132]
- 4月28日 - 齋藤智恵子、日本の実業家、浅草ロック座名誉会長（* 1926年）[133]
- 4月28日 - 板倉宏、日本の刑法学者、日本大学名誉教授（* 1934年）[134]
- 4月28日 - 林敏彦、日本の経済学者、大阪大学名誉教授（* 1943年）[135]
- 4月29日 - 菊池幸雄、日本の官僚、第12代気象庁長官（* 1930年?）[136]
- 4月29日 - 石井邦宜、日本の工学者、北海道大学名誉教授（* 1941年）[137]
- 4月30日 - 森和彦、日本の写真家（* 1938年）[138]
- 4月30日 - ウーリー・ステック、スイスの登山家（* 1976年）[139]

## (没日不明)
- 日時不明 - 佐野百合子、蟹江ぎんの四女、ぎんさん四姉妹の一人[要出典]